# マカロニ・アンド・チーズ

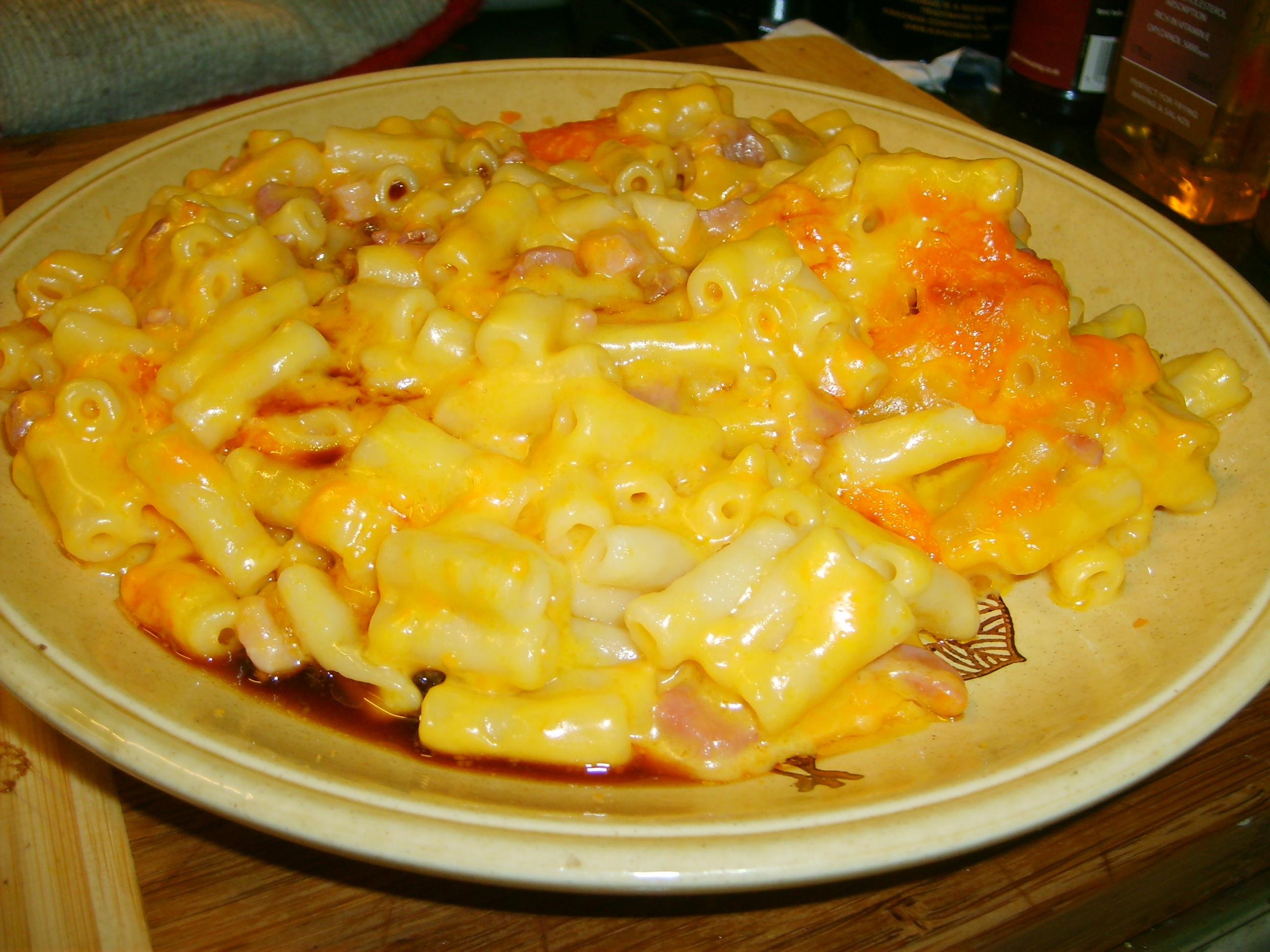
マカロニ・アンド・チーズ

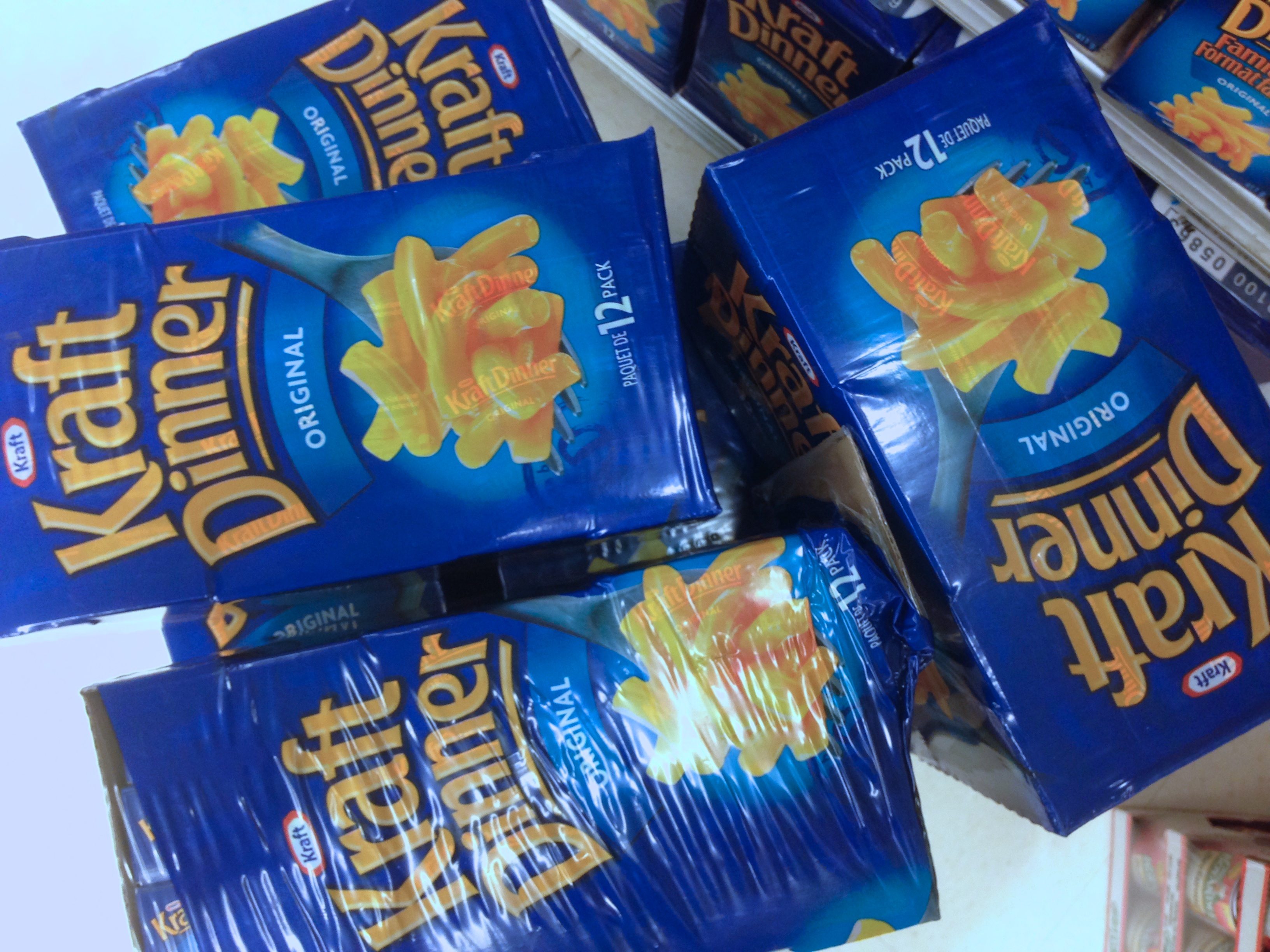
クラフトフーズのマカロニ・アンド・チーズ

マカロニ・アンド・チーズ（英: macaroni and cheese, macaroni & cheese）は、茹でたマカロニに塩味の効いたチーズソースを絡めたグラタン料理の一種。チーズはチェダーチーズを使うのが一般的である。
手軽に作れるとあって、アメリカ及びイギリスでは家庭料理として普及しており、特に子供に人気が高く、「マッケンチーズ（Mac'n Cheese）」の愛称で親しまれている。アメリカの殆どの学食のメニューにも載っている定番料理である。
マカロニ・アンド・チーズはアメリカやイギリスでは、大概のスーパーマーケットで購入が可能であり、乾燥したマカロニと粉末状のチーズソースがセットになった箱入りの商品の他、冷凍食品や電子レンジ用、出来合いの惣菜としても売られている。
日本でも、アメリカから輸入されたインスタントのマカロニ・アンド・チーズ製品をスーパーマーケットなどで入手することができる。また、味の素株式会社が通販限定で「マッケンチーズ」の名称で乾燥させたパスタとチーズを袋詰めしたレトルト商品を販売している。
作り方は沸騰した湯でマカロニを茹で、湯を切った後、鍋に戻したマカロニと一緒に、チーズソースの粉末、バターと牛乳（もしくは水）を入れ、ソースとマカロニが十分絡み合うまでかき混ぜれば完成する。好みで刻んだハムやソーセージ、タマネギ、挽肉、ツナ缶などを加える場合もある。

## 誕生から現在まで
パスタとチーズを使ったキャセロールは14世紀もの昔から料理本に載っており、その中でもリベル・デ・コクイーナという、中世の料理本の中でも最も古いものの一つである本にも記載されている。これはパルメザンとパスタを使ったイタリア料理であった。しかしイングランドでは、このキャセロールがマケルーンズという名で、14世紀に執筆された有名なイングランドの料理本 ザ・フォーム・オブ・クリーに記載されている。これは新鮮な手打ちパスタを、溶かしたバターとチーズで作った生地で挟んで作られていた。中世英語で記されたレシピには、「薄く箔状にしたパスタ生地を作り、切り分けなさい。それらを沸騰した湯に入れ、よく茹だてること。すりおろしたチーズをバターと一緒にし、ローシン（ラザニアのような料理）の底と表面にのせて出来上がりです。」と載っている。
現代における初のレシピは料理本作家エリザベス・ラッファルドの1769年に出版された料理本である『イングランドの熟練家政婦』に記載されている。ラッファルドのレシピはベシャメルソース（フランス料理ではモルネーソース）とチェダーチーズを使ったもので、マカロニと混ぜ、パルメザンを散らした後、生地が泡立ちきつね色になるまで焼くというものだった。イギリス、ビクトリア朝時代に出版された有名な料理本である『ビートン夫人の家政本』はこの料理を扱うレシピを2つ掲載している。片方のレシピには「（軟らかながらも完璧にしっかりとした、型が全く崩れていない状態であるべきである）マカロニに、よく測った溶かしたバターをかける前にチーズ、胡椒、パンくずをたっぷりとのせ、明るい火の前にパンくずが茶色くなるまで置くか、サラマンダーでグリルする」と書かれている。
2010年代には人気が高まり、普段の食事として、またファーストフードレストランでも高級レストランでもサイドオーダーとして、その存在が浸透している。

### アメリカ

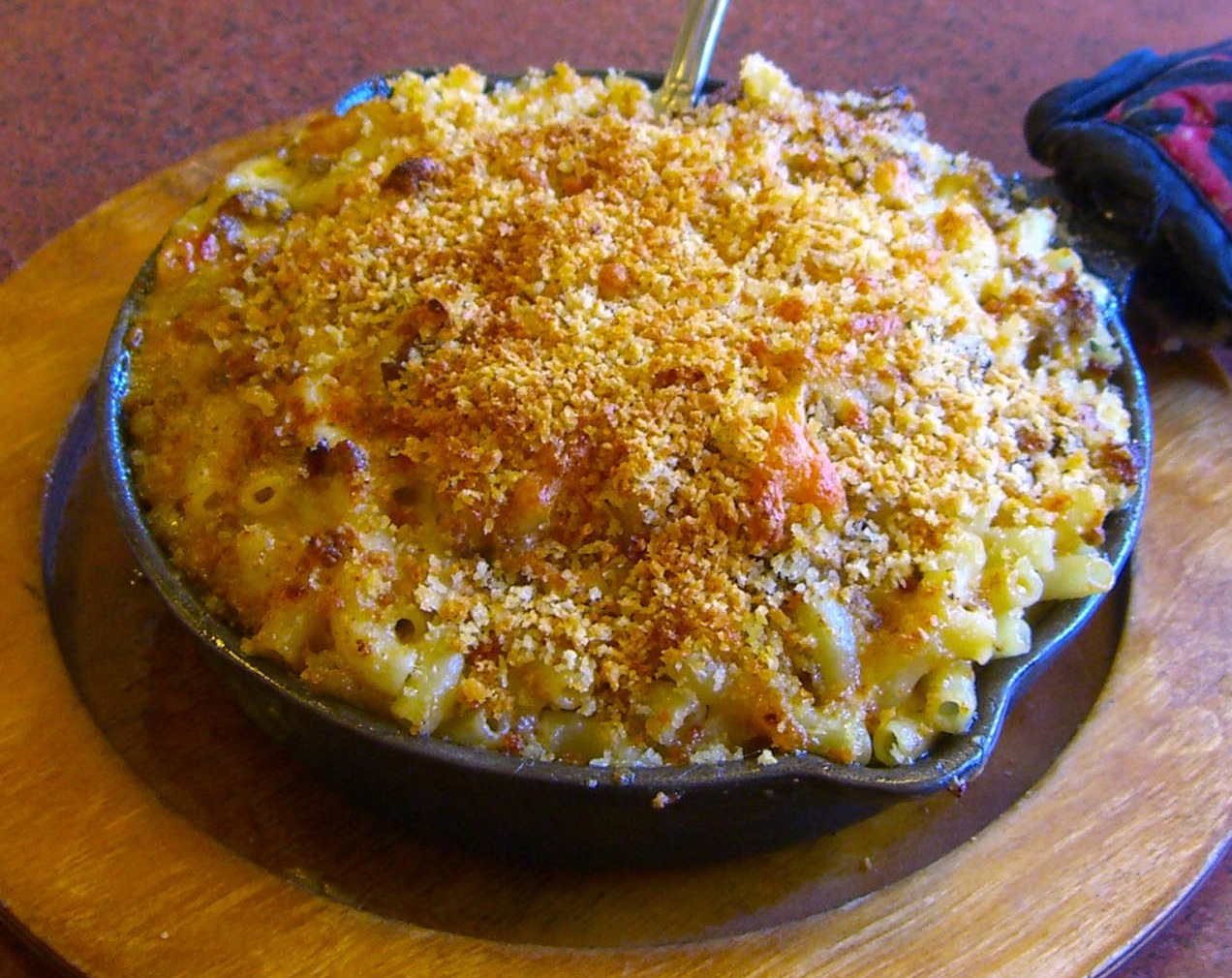
チーズバーガー・マカロニ・アンド・チーズ。牛ひき肉とパンくずが使われており、ホーボーケンの食堂の14種類あるマカロニ・アンド・チーズの一つ。

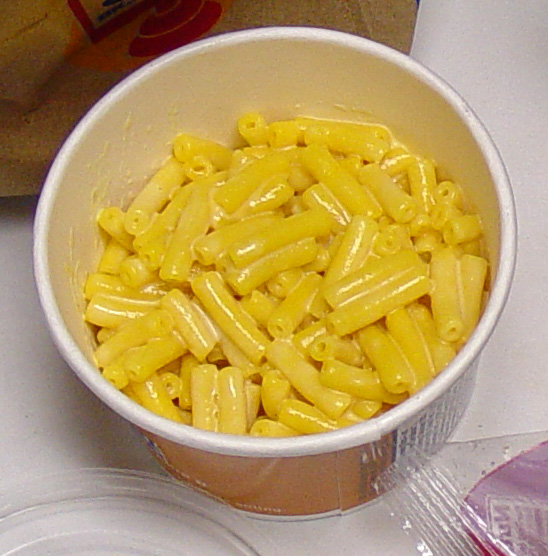
ファーストフード店で提供されているマカロニ・アンド・チーズ。

一説には、アメリカ第3代大統領トーマス・ジェファーソンがアメリカ独立戦争後のアメリカ大使として1787年にフランスに行った際、イタリアから持ち帰ったパスタ製造機で作ったのがマカロニ・アンド・チーズの原型だと言われている。しかしパスタ製造機がアメリカに合わないものだとはっきりわかった後は、ジェファーソンはマカロニとパルメザンチーズを自分の邸宅であるモンティチェロに輸入していた。1802年、ジェファーソンは『マカロニと呼ばれるパイ』を州のディナーパーティーで出した。ディナーのメニューはリバーエンド・マナセー・カットラーによってレポートされたが、彼はチーズとマカロニが入ったこの料理を気に入らなかったそうではあるが、これ以降のマカロニとチーズを焼いた料理のアメリカ全体における人気はそのままであった。
マカロニ・アンド・チーズ自体のレシピは1824年出版、メアリー・ランドルフ執筆の料理本である『バージニアの主婦』において初めて見られる。ランドルフのレシピはマカロニ、チーズ、バターという3つの材料を用いており、これらを層にして熱くしたオーブンで焼くというものである。料理史研究者のカレン・ヘスによれば、この本は19世紀において最も影響を与えた料理本であったという。似たようなマカロニ・アンド・チーズのレシピは1852年出版の『役に立つ芸術についてのハンドブック』、1861年出版の『ゴベイズ・レイディーズ・ブック』にも載っている。1880年代半ばまでには、最も西でカンザス州までの料理本はマカロニ・アンド・チーズ・キャセロールのレシピを含んでいる。主要な原材料を工場生産することはマカロニ・アンド・チーズの価格を手頃にし、またレシピをより身近なものとしたが、それでもまだとりわけ人気な料理ではなかった。社会により広く浸透するにつれ、高級料理としてのマカロニ・アンド・チーズの価値は失われていった。
アメリカにおいて7月14日は、ナショナル・マカロニ・アンド・チーズ・デイと制定されている。
また1937年には、アメリカの大手食品会社クラフトフーヅが、アメリカとカナダで、箱入りのインスタント食品・クラフトディナー（Kraft Dinner）としてマカロニ・アンド・チーズを販売、長く愛される国民食となる。1990年代に入り、クラフトフーヅは新たに、アニメやゲームに出てくるキャラクターを模したマカロニ・アンド・チーズを発売、一時期はスーパーマリオやポケモンのマカロニ・アンド・チーズも販売されていたことがある。
伝統的なマカロニ・アンド・チーズは、一見マカロニグラタンのような、オーブンにかけたものが多いが、ファースト・フード化するに連れて、マカロニに溶けたチーズを混ぜた調理に変わってきている。

### カナダ
マカロニ・アンド・チーズはイギリス帝国の他の地域からのイギリス系移民によってカナダに伝えられた。マカロニ・アンド・チーズのレシピは少なくとも古くて1845年出版の『現代の実践的な料理法』には記載されている。この本の中では裏地にパフペイストリーを用いることを提案しており(洗練された上流階級を示唆している)また、ソースにはクリーム (食品)、鶏卵の黄身、メース、マスタードを使い、すりおろしたパルメザンかチェダーチーズをかけるということが書かれている。カナダのチェダーチーズもこの時代から人気が出はじめ、この時代中にもよく使われた。

## ホーム・アローンとマカロニ・アンド・チーズ
映画『ホーム・アローン』においてマカロニ・アンド・チーズは主人公のケビンが家を泥棒から守るための闘いをする前に食べようとした夕食として、インスタントのものが調理されている。食べる前にケビンは「この栄養たっぷりなインスタントマカロニ・アンド・チーズの夕食に、そしてこれを販売してくれた人たちに、祝福を。アーメン。」と言っている。